# Stavební památka

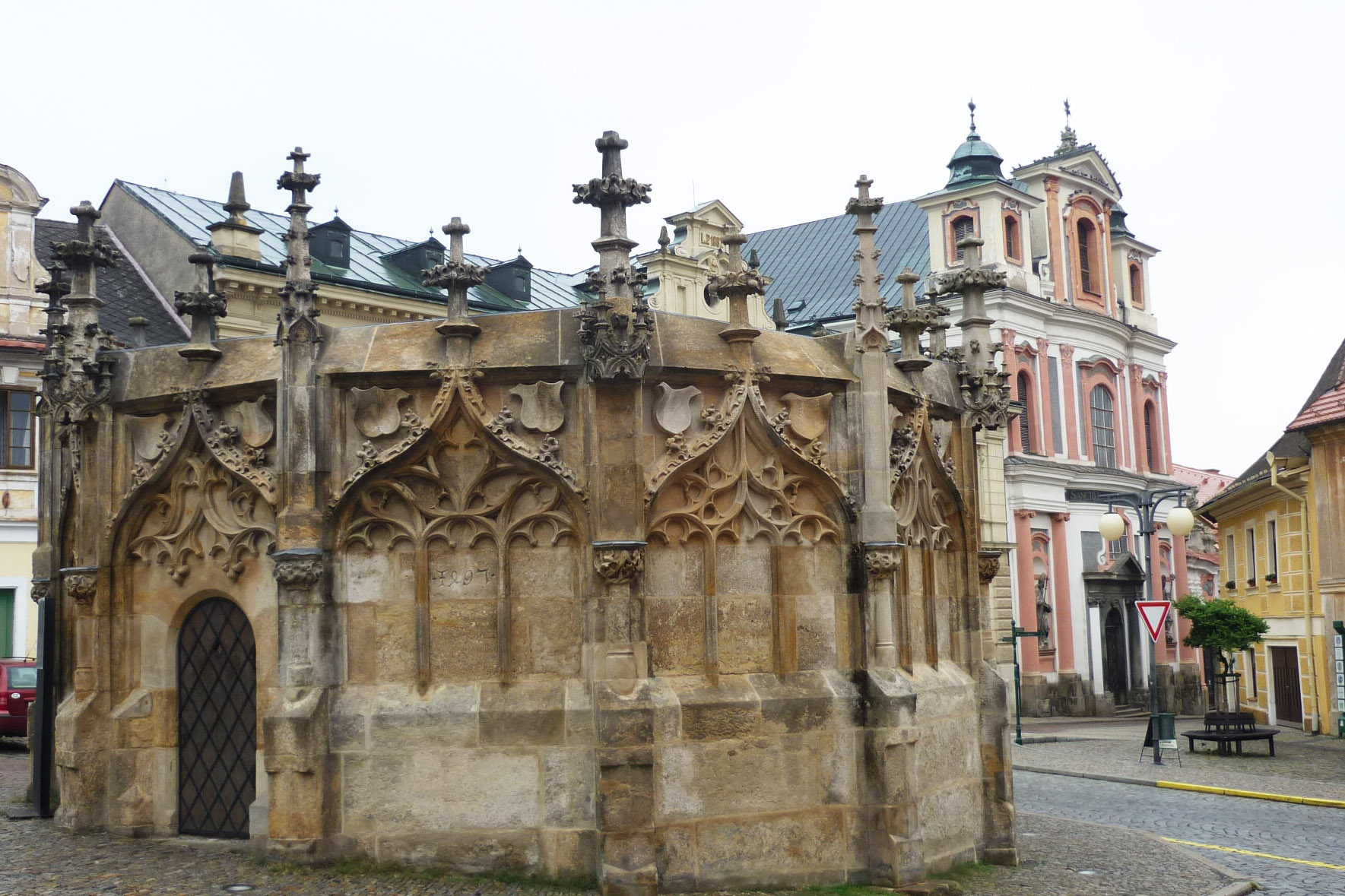
Kamenná kašna v Kutné Hoře

Stavební památka je stavební dílo, které z nějakého důvodu zasluhuje zvláštní pozornost, je památkou. Stavební památky představují širokou skupinu památek, podle důvodu zřetele jsou to buď historická památka, tedy památka pojící se s důležitou dějinnou událostí, případně architektonická památka (z důvodu cenného architektonického řešení či postupu užitého na památce) či s tím úzce související technická památka. Pro uchování památkových hodnot příslušných staveb existují mezinárodní úmluvy o zacházení (zejména co se týče rekonstrukce, restaurování a konzervace stavebních památek), řada národních úprav památkové péče na stavební památky myslí (od dokumentace hodnotných památek až po uvalování povinností na soukromé vlastníky). Pojítkem stavebních památek je, že se (v drtivě většině) nacházejí ve veřejném prostoru, mají tedy schopnost reprezentovat celý památkový fond (státu, města) navenek.

## Definice
Definice stavební památky je dosti široká, na mezinárodní úrovni se těmto památkám věnuje Benátská charta (a předchozí Athénská charta z roku 1931), ale ani ony neuvádějí žádnou přesnou definici (stavební či architektonické památky). Současná česká památková legislativa termín „stavební památka“ nepoužívá (památkový fond dělí na památky movité a nemovité, stavební památky tedy spadají do rámce nemovitých kulturních památek). Některé typy památek (plastiky, pamětní desky, velké tovární stroje, kostelní varhany atd.) jsou na pomezí nemovitých a movitých kulturních památek a jejich klasifikace v evidenci někdy mírně kolísá nebo je nejednotná.
Stavba může podléhat památkové ochraně ze tří důvodů:[zdroj?]
1. objekt je určitým způsobem spojen s některou významnou osobností (např. její rodný dům)
2. objekt je hodnotný pro své stáří, a je tudíž dokladem určitého historického období (například venkovský gotický kostel či lidový roubený dům)
3. objekt představuje významné architektonické dílo (například zámek Karlova Koruna nebo vila Tugendhat)

Pochopitelně může dojít a v praxi také velmi často dochází ke kombinaci těchto důvodů.

## Způsoby ochrany
V různých zemích Evropy i celého světa se k historickým a uměleckým památkám přistupuje různým způsobem. V České republice jsou nemovité i movité kulturní památky chráněny podle Zákona o státní památkové péči jako kulturní památky, případně jako národní kulturní památky. Stavby mohou být rovněž chráněny v rámci památkových rezervací či památkových zón.
V některých státech, například v Rakousku nebo USA, prakticky neexistuje ochrana stavebních památek, respektive památkové ochraně podléhají pouze objekty ve státním majetku.[zdroj?] Především v USA tak často dochází k poškozování či likvidaci i velmi významných stavebních památek v soukromém vlastnictví.[zdroj?]
Vedle státem zaštiťované ochrany památek existují také formy nepřímé ochrany památek. Nejznámějším příkladem takové ochrany je Seznam světového kulturního dědictví UNESCO. Jinou formou nepřímé ochrany je činnost řady nevládních památkových organizací. Činnost těchto osvětových organizací je značně rozvinuta především v západní Evropě, například ve Velké Británii.[zdroj?]